# Isothiazol
Isothiazol ist ein von Thiophen und Pyrrol abgeleiteter Heterocyclus. Im Unterschied zum isomeren Thiazol befindet sich das Schwefelatom neben dem Stickstoff. Die Isothiazol-Gruppe taucht in Medikamenten auf, wie z. B. Ziprasidon und Perospiron.